# Rejon biełojarski
Rejon biełojarski (ros. Белоярский район) – rejon wchodzący w skład położonego w zachodniej Syberii, na Nizinie Zachodniosyberyjskiej w azjatyckiej części Rosji Chanty-Mansyjskiego Okręgu Autonomicznego_-_Jugry.
Rejon biełojarski leży w północnej części Okręgu.

## Ludność
Rejon liczy mieszkańców 9592 (2005 r.): w 100% jest to ludność wiejska, gdyż poza stolicą, będącą miastem wydzielonym z obszaru rejonu na terenie tym nie ma innych ośrodków miejskich.
Ludność stanowią głównie Rosjanie i przedstawiciele innych europejskich narodów, osiedlających się w zachodniej Syberii m.in. Ukraińcy, Białorusini, Tatarzy i Baszkirzy. Na terenie Rejonu żyje pewna liczba rdzennych mieszkańców Chanty-Mansyjskiego OA – ugrofińskich Chantów i Mansów.

## Ośrodek administracyjny
Ośrodkiem administracyjnym jest miasto Biełojarskij (19.516 mieszkańców – 2005 r.). Administracyjnie nie wchodzi ono jednak w skład rejonu i jak wszystkie duże miasta Chanty-Mansyjskiego Okręgu Autonomicznego – Jugry ma status miasta wydzielonego Okręgu.

## Powierzchnia
Rejon biełojarski ma powierzchnię 41,65 tys. km².
Większość terenu Rejonu pokrywa tajga. Duże obszary stanowią bagna. Występują liczne rzeki i bardzo liczne jeziora, z których kilka tysięcy ma powierzchnię przekraczającą 1 ha.

## Klimat
Klimat umiarkowany chłodny, wybitnie kontynentalny. Cechuje go m.in. duża różnica temperatur między latem a zimą.
Zima długa, z silnymi wiatrami i zamieciami. Średnia wieloletnia temperatura stycznia wynosi –22,3 °C, zaś najniższa zanotowana temperatura to –53 °C. Lato dość ciepłe, choć krótkie. Średnia temperatura lipca to + 15 °C, zaś najwyższa zaobserwowana to +33 °C.
Na terenie Rejonu śnieg zalega długo, średnio 208 dni. Okres bezprzymrozkowy to zwykle 85 dni.

## Bogactwa naturalne
Na terenie rejonu występują złoża ropy naftowej i gazu ziemnego.